# Kaštel Stari
Kaštel Stari is een plaats in de gemeente Kaštela in de Kroatische provincie Split-Dalmatië. De plaats telt 6.950 inwoners (2021). De naam betekent “Oud Kasteel”, en is afkomstig van een edelman uit Trogir, Koriolan Cipiko – schrijver, humanist en militair leider – die in 1476 een landhuis bouwde, waarvan men gelooft dat het geleid heeft tot de naam Kaštel Stari.
De belangrijkste bron van werkgelegenheid is het toerisme. Het gebied is ook populair bij bezoekers uit Split, en het dorp ligt op slechts 20 minuten rijden van de luchthaven van Split. Ook Trogir ligt op ongeveer 20 minuten rijden, en in het hoogseizoen kun je er ook met de boot naartoe.
Ooit bevonden zich op het 20 km lange stuk tussen Split en de luchthaven zestien versterkte kastelen. Tegenwoordig bestaat Kaštela uit zeven afzonderlijke stadjes, waarvan Kaštel Stari er één is.

## Lokale bezienswaardigheden

### Geschiedenis van het dorp
De geschiedenis van het versterkte dorp gaat terug tot de val van Bosnië in 1463. Dalmatië, dat toen deel uitmaakte van de Republiek Venetië, werd bedreigd door Ottomaanse indringers. Na de val van het fort Klis in 1537 werd Kaštela regelmatig aangevallen. Tussen de 15e en 17e eeuw bouwden lokale landeigenaren en edelen een reeks versterkte dorpen, waarvan er vandaag de dag zeven bewaard zijn gebleven.
De historische kern van Kaštel Stari bestaat uit drie forten en een versterkt dorp: de citadel en het versterkte dorp Cippico, toren Celio-Cega en het versterkte huis van de familie Andreis. De Citadel Cippico werd in 1481 gebouwd op een rots door Koriolan Cippico, een edelman, humanist en krijgsheer uit Trogir. In 1507 versterkte hij het land aan de noordzijde door verdedigingsmuren met hoektorens te bouwen, om de huizen van zijn boeren te beschermen. Deze werden gecombineerd met zijmuren en waterlopen als natuurlijke verdedigingsbarrière.
Na het verdwijnen van het gevaar breidde het dorp zich uit buiten de muren, en het gebied voor de citadel werd opgevuld bij de brug. Zo ontstond het dorpsplein ‘Brac’, met een vlaggenmast en een drinkwaterput. Langs de oostelijke muur bevond zich de tuin van de familie Cippico, aan de noordzijde stond een ververij. Binnen de muren staat de barokke kapel van Sint Jozef, gebouwd in 1695 door Lelije Cippico als familiekapel.
Buiten het versterkte dorp van Koriolan Cippico, voor de westelijke poort, stond de parochiekerk van Sint Jan de Doper, gebouwd in de 16e eeuw, en later vervangen door een kerk uit de 18e eeuw. In 1871 werd aan de noordwestkant van het dorp begonnen met de bouw van een nieuwe parochiekerk: Onze-Lieve-Vrouw van de Rozenkrans. Ten westen van het dorp, op de rotsen, werden nog twee citadellen gebouwd: de nog bewaarde Citadel Celio-Cega, en de inmiddels nauwelijks zichtbare Citadel van de familie Andreis, die nu in zee ligt.

### Lokale bezienswaardigheden
De parochiekerk Onze-Lieve-Vrouw van de Rozenkrans is een van de grootste kerken in Centraal-Dalmatië. Gebouwd als een basiliek met een schip, heeft ze een marmeren interieur van maar liefst 400 meter. De stad organiseert samen met andere stadjes in de omgeving een carnaval in februari, en in juli en augustus het Kaštela Cultureel Zomercarnaval met tentoonstellingen, muziek, sport en andere evenementen.
Er zijn tal van restaurants met lokale en traditionele gerechten, en er is een breed aanbod aan appartementen beschikbaar voor bezoekers in de zomer.
Het dorp heeft het hele jaar door een dagelijkse markt op het plein ‘Brac’, waar lokale producten en bloemen worden verkocht. In de zomer worden er diverse festivals gehouden op het plein of aan de Riva (havenpromenade). Voorbeelden zijn het vissersfeest in juli, Overwinningsdag in augustus, en het inktvisvissen in oktober.
Kaštela organiseert ook concerten met lokale zangers en muzikanten, komedievoorstellingen, enzovoort. Het lokale voetbalteam, HNK Kaštel Stari, speelt aan de rand van het dorp.
In januari 2020 is begonnen met de aanleg van een nieuwe jachthaven en de vernieuwing van de Riva. De werkzaamheden zouden tot het najaar van 2021 duren.

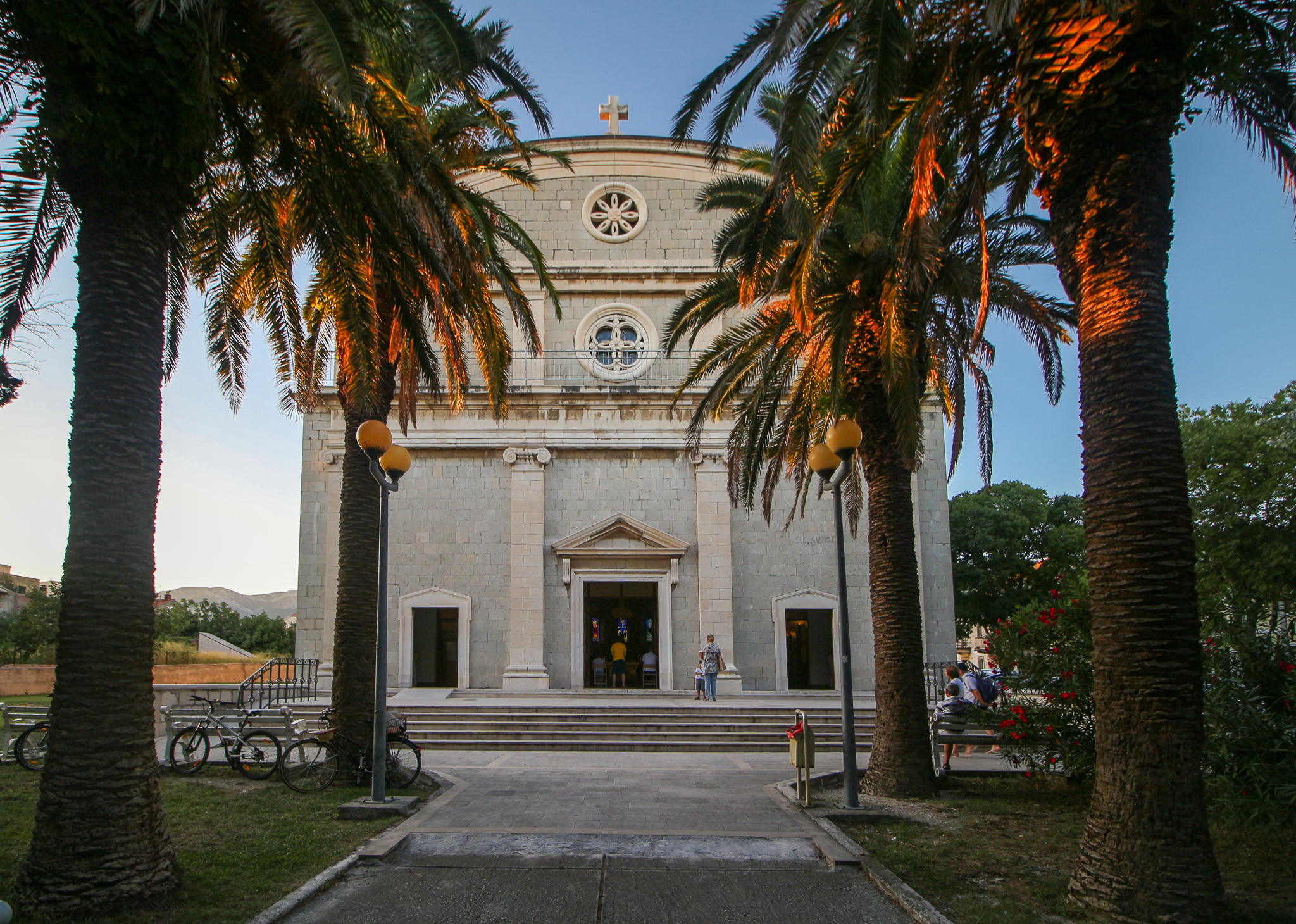
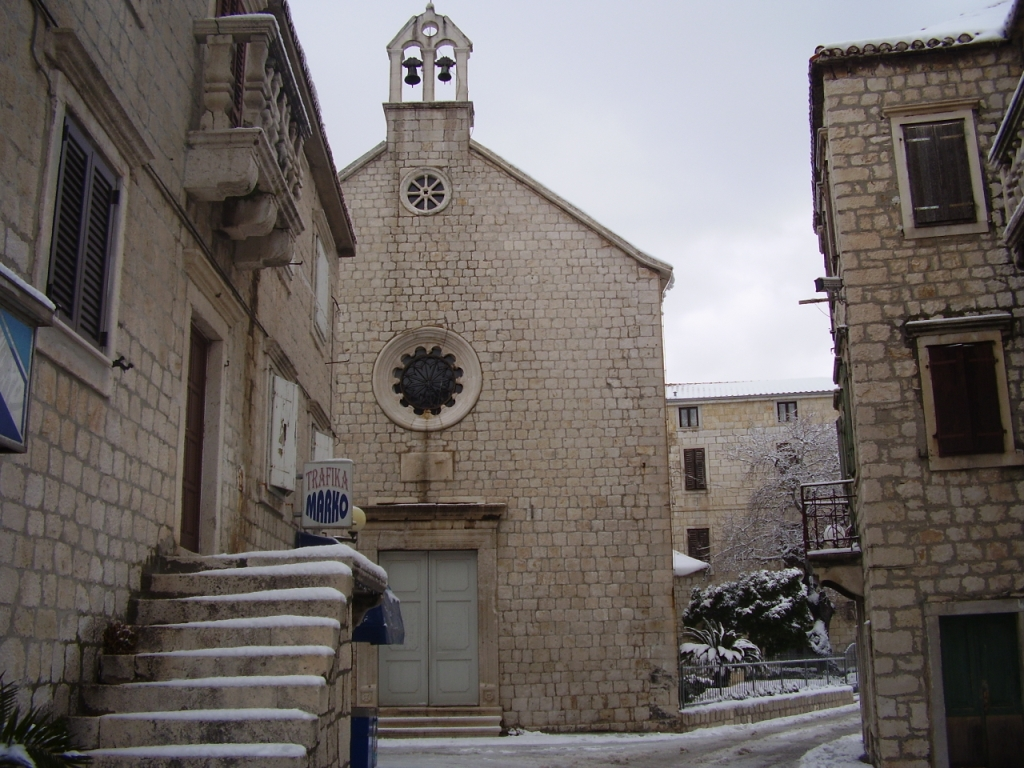
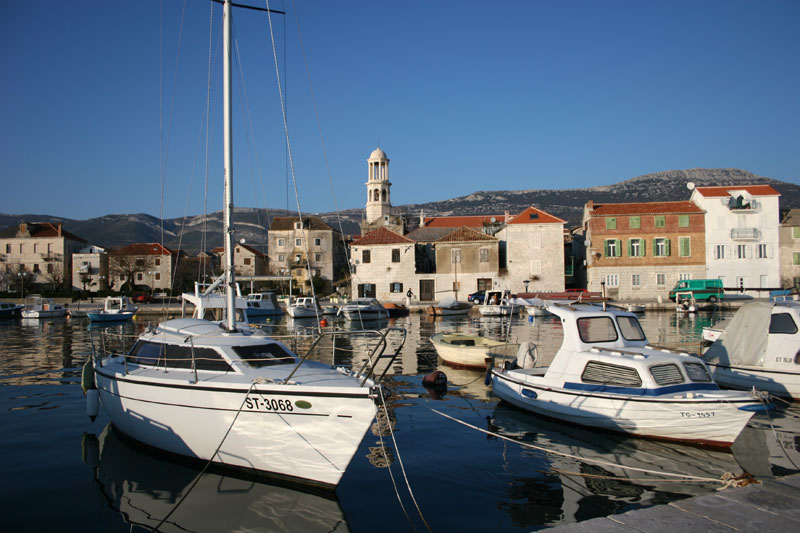
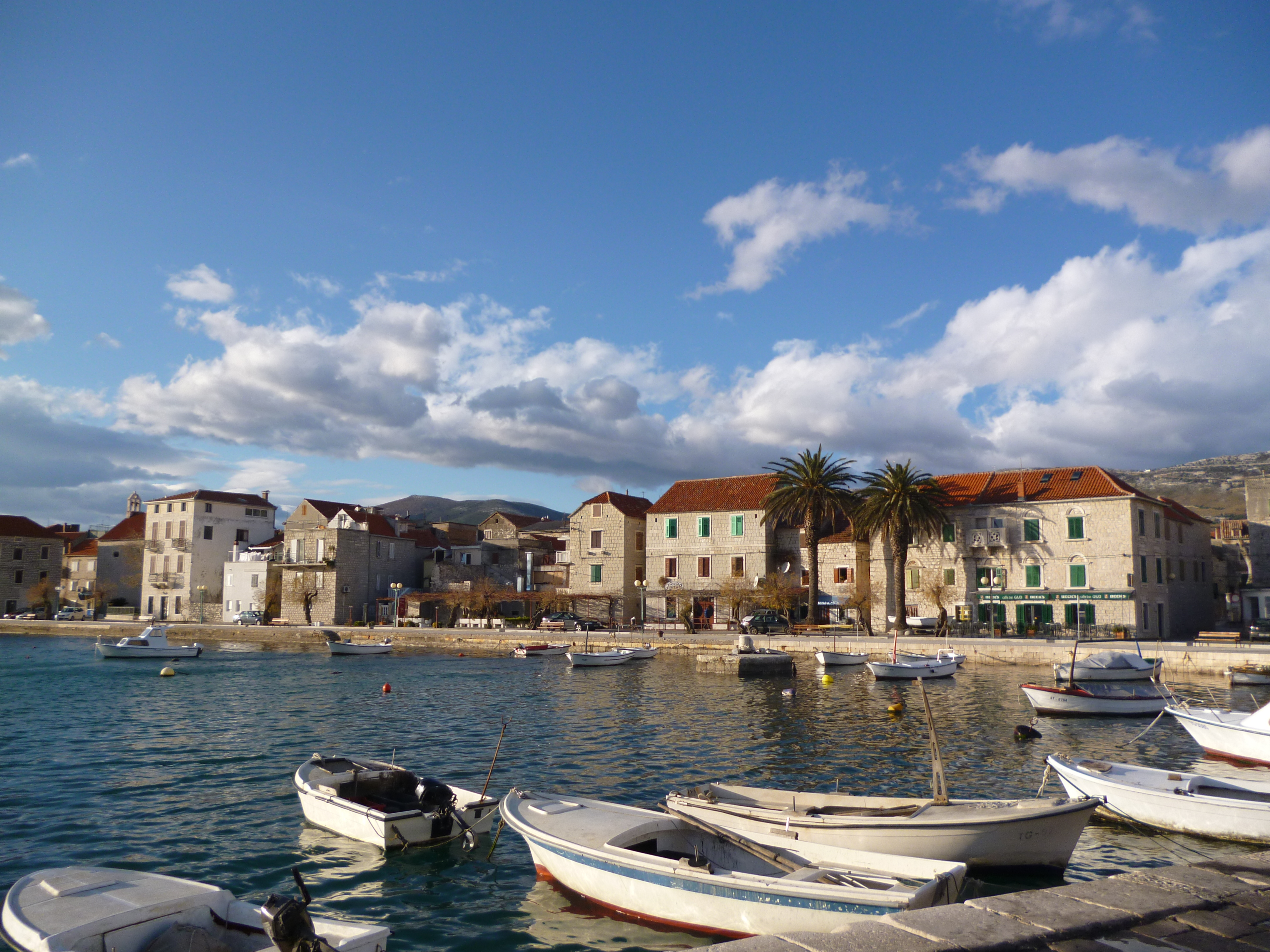